# Heal the World
Heal the World è un singolo del cantante statunitense Michael Jackson, pubblicato il 23 novembre 1992 come settimo estratto dall'album Dangerous del 1991.

## Descrizione
La canzone fu scritta e composta da Michael Jackson e prodotta da Jackson con la collaborazione di David Foster. Utilizzando il titolo di questa canzone, fondò la Heal the World Foundation, un'associazione benefica che fu progettata per migliorare la vita dei bambini in difficoltà. Tutti i proventi derivanti dal suo Dangerous World Tour furono devoluti a questa associazione, che però chiuse nel 2004 per violazione delle leggi americane in termini di management ed assetto finanziario. 
Nel documentario Living with Michael Jackson del 2003 Jackson dichiarò di aver scritto la canzone seduto sopra il ramo di un enorme albero del Neverland Ranch, che l'artista chiamava "giving tree" (l'albero donatore) perché riteneva che tale albero lo ispirasse nello scrivere nuove canzoni. Jackson ha detto di aver scritto anche canzoni come Black or White e Childhood seduto su questo albero.

## Promozione
Jackson ha eseguito la canzone: in tutti i concerti del Dangerous World Tour del 1992-1993 e dell'HIStory World Tour del 1996-1997; nell'intervallo del Super Bowl XXVII il 31 gennaio 1993 al Rose Bowl di Pasadena in California davanti ad oltre 90.000 persone e a oltre 133 milioni e mezzo di telespettatori (audience più alta di sempre nella storia della tv americana); il 20 gennaio al Galà Presidenziale di Bill Clinton; nel 1998 alle Bahamas durante la festa d'inaugurazione di un resort e nel 2002 al Teatro Apollo di Harlem durante uno spettacolo a sostegno del Partito Democratico Americano.
Heal the World insieme a We Are the World ha chiuso il memorial/funerale pubblico dedicato a Michael Jackson allo Staples Center di Los Angeles il 7 luglio 2009. Il cantante l'aveva anche eseguita più volte, pochi giorni prima della sua morte, durante le prove dello spettacolo This Is It previsto a Londra e cancellato dopo la morte. La cantante R&B Ciara ha interpretato il brano durante la cerimonia dei BET Awards del 2009 come tributo a Jackson.

## Il video
Il video musicale della canzone fu diretto da Joe Pytka e mostra immagini di bambini che vivono in paesi in guerra e in situazioni di povertà. Nel finale bambini di tutte le nazionalità ed etnie si uniscono in una fiaccolata globale.
È uno dei pochi video da solista in cui il cantante non compare. Gli altri sono quelli di Man in the Mirror del 1988, HIStory del 1997 (in questi due in realtà appare ma solo in filmati d'archivio) e Cry del 2001.

### Pubblicazione
Il video venne pubblicato per la prima volta nel 1993 in VHS (negli anni seguenti anche in DVD) all'interno della raccolta di video dell'album Dangerous intitolata Dangerous: The Short Films, accompagnato da un'inedita introduzione parlata di Jackson. In seguito venne ripubblicato nella raccolta Video Greatest Hits - HIStory del 1995, nel 2006 su DualDisc nel cofanetto Visionary: The Video Singles e nel 2010 in versione rimasterizzata nella raccolta di video su DVD Michael Jackson's Vision.

## Accoglienza
Heal the World fu il settimo singolo estratto da Dangerous e quindi ebbe un'accoglienza più blanda rispetto ai singoli precedenti, dato che era già stato pubblicato molto materiale dall'album. Il singolo ha ottenuto comunque un buon successo commerciale. Nel dicembre del 1992, ha raggiunto la posizione numero 2 della Official Singles Chart, dietro solamente a I Will Always Love You di Whitney Houston; in seguito venne certificato disco d'oro e divenne il singolo dell'album con maggior successo commerciale nel Regno Unito. Meno successo ha avuto, però, negli Stati Uniti, dove ha raggiunto solo la posizione numero 27 della Billboard Hot 100. L'unica nazione in cui è riuscito a raggiungere la vetta della classifica è stata la Spagna nell'estate del 2006, a causa della ripubblicazione dei singoli principali di Jackson nel cofanetto Visionary. Il singolo è rientrato in tutte le classifiche mondiali nel 2009 dopo la morte di Michael Jackson.

## Tracce

### Edizione originale (1992)
Vinile 7"
1. Heal the World (7" Edit) – 4:32
2. She Drives Me Wild – 3:41

Vinile 12"
1. Heal the World (Album Version) – 6:25
2. Wanna Be Startin' Somethin' (Brothers in Rhythm House Mix) – 7:40
3. Don't Stop 'til You Get Enough (Roger's Underground Solution) – 6:18
4. Rock with You (Masters at Work Remix) – 5:29

CD
1. Heal the World (7" Edit) – 4:32
2. Heal the World (7" Edit with Intro) – 4:55
3. Heal the World (Album Version) – 6:25
4. She Drives Me Wild – 3:41

The Visionary Single
1. Heal the World (7" Edit) – 4:32
2. Will You Be There (Single Version - Miami Intro) – 5:22
3. Heal the World (Videoclip) – 6:25

### Versioni ufficiali
1. Heal the World (Album Version) – 6:25
2. Heal the World (7" Edit) – 4:32
3. Heal the World (7" Edit with Intro) – 4:55
4. Heal the World (Videoclip) – 6:40
5. Heal the World (Videoclip with Intro) (include un'introduzione parlata. Versione presente nel DVD Dangerous - The Short Films, sebbene il video sia diviso in due tracce separate) – 7:41

## Crediti
- Scritta da Michael Jackson
- Prodotta da Michael Jackson e da David Foster
- Co-prodotta da Bruce Swedien
- Registrata e mixata da Bruce Swedien e da Matt Forger
- Voce principale e cori di Michael Jackson
- Bambina solista della parte finale: Christa Larson
- Arrangiata da Michael Jackson
- Orchestra arrangiata e diretta da Marty Paich
- Arrangiamento vocale: Michael Jackson e John Bahler
- Arrangiamento dei cori: John Bahler
- Tastiere: David Paich and Brad Buxer
- Sintetizzatori: Michael Boddicker, David Paich e Steve Porcaro
- Batteria: Jeff Porcaro
- Percussioni: Bryan Loren
- Introduzione composta, arrangiata e diretta da Marty Paich

## Classifiche

### Classifiche settimanali
| Classifica (1992/93)             | Posizione massima |
| -------------------------------- | ----------------- |
| Australia                        | 20                |
| Austria                          | 4                 |
| Belgio (Fiandre)                 | 3                 |
| Canada                           | 21                |
| Europa                           | 2                 |
| Finlandia                        | 13                |
| Francia                          | 2                 |
| Germania                         | 3                 |
| Irlanda                          | 2                 |
| Italia                           | 14                |
| Norvegia                         | 6                 |
| Nuova Zelanda                    | 3                 |
| Paesi Bassi                      | 4                 |
| Portogallo                       | 7                 |
| Regno Unito                      | 2                 |
| Stati Uniti                      | 27                |
| Stati Uniti (adult contemporary) | 9                 |
| Stati Uniti (pop)                | 21                |
| Svezia                           | 15                |
| Svizzera                         | 5                 |
| Classifica (2006)                | Posizione massima |
| Francia                          | 60                |
| Irlanda                          | 22                |
| Paesi Bassi                      | 40                |
| Regno Unito                      | 27                |
| Spagna                           | 1                 |
| Classifica (2009)                | Posizione massima |
| Australia                        | 26                |
| Austria                          | 22                |
| Danimarca                        | 7                 |
| Europa                           | 24                |
| Europa (digital)                 | 13                |
| Germania                         | 18                |
| Italia                           | 4                 |
| Norvegia                         | 3                 |
| Nuova Zelanda                    | 19                |
| Paesi Bassi                      | 16                |
| Regno Unito                      | 44                |
| Spagna                           | 44                |
| Stati Uniti (digital)            | 39                |
| Svezia                           | 18                |
| Svizzera                         | 9                 |

### Classifiche di fine anno
| Classifica (1992) | Posizione |
| ----------------- | --------- |
| Regno Unito       | 9         |
| Classifica (1993) | Posizione |
| Austria           | 18        |
| Belgio (Fiandre)  | 56        |
| Germania          | 34        |
| Italia            | 64        |
| Paesi Bassi       | 50        |
| Svizzera          | 15        |